# ريكي روبيو
ريكي روبيو (بالإسبانية: Ricky Rubio)‏ مواليد 21 أكتوبر 1990، هو لاعب كرة سلة إسباني يلعب مع فريق مينيسيوتا تيمبر وولفز في الرابطة الوطنية لكرة السلة ويحمل الرقم 9. يبلغ طوله 6 قدم 4 بوصة (1.9 م).

## فرق لعب لها
- مينيسيوتا تيمبر وولفز

## الميداليات
| الميدالية | المسابقة                         |
| --------- | -------------------------------- |
| فضية      | الألعاب الأولمبية الصيفية 2008   |
| ذهبية     | بطولة أمم أوروبا لكرة السلة 2011 |
| ذهبية     | بطولة أمم أوروبا لكرة السلة 2009 |
| برونزية   | بطولة أمم أوروبا لكرة السلة 2013 |

## روابط خارجية
- ريكي روبيو على موقع الاتحاد الدولي لكرة السلة (الإنجليزية)
- ريكي روبيو على موقع الدوري الأوروبي لكرة السلة (الإنجليزية)
- ريكي روبيو على موقع إن بي أي (الإنجليزية)
- ريكي روبيو على موقع سبورتس رفرنس (الإنجليزية)
- ريكي روبيو على موقع الدوري الإسباني لكرة السلة (الإسبانية)
- ريكي روبيو على موقع كرة السلة الأوروبية.كوم (الإنجليزية)
- ريكي روبيو على موقع DraftExpress.com (الإنجليزية)
- ريكي روبيو على موقع إي إس بي إن.كوم (الإنجليزية)
- ريكي روبيو على موقع ريلجم (الإنجليزية)
- ريكي روبيو على موقع بروبوليرز (الإنجليزية)